# 기타조 다카히로
기타조 다카히로(北条高広)는 센고쿠 시대의 무장이다. 에치고 가리와군 기타조(지금의 니가타현 가시와자키시 기타조)의 영주이자 기타조 성주.